# Nikki Daniels
Nikki Daniels (Los Ángeles, California; 12 de marzo de 1982) es una actriz pornográfica y modelo erótica estadounidense.

## Biografía
Nacida en Los Ángeles en marzo de 1982, se crio en Chicago (Illinois), donde acudió a una escuela católica. Sus primeros trabajos fueron como cocinera y cajera en una tienda de comida rápida. Posteriormente estudió Enfermería, y ejerció como enfermera en el estado de Florida. Fue en esta etapa en la que decidió dar un cambio en su vida y por medio de una amiga contactó con un agente de la industria en Miami, que le consiguió sus primeros cástines. Debutó como actriz pornográfica en 2010, grabando su primera escena para el portal web Bangbros a los 27 años.
Como actriz, ha grabado para productoras como Devil's Film, Wicked Pictures, Penthouse, Evil Angel, Digital Sin, Hustler, Zero Tolerance, Digital Playground, Girlfriends Films, Kink.com, New Sensations o Naughty America, entre otras.
En 2012 recibió su primera nominación en los Premios AVN en la categoría de Mejor escena de sexo en grupo por The Rocki Whore Picture Show: A Hardcore Parody. Regresaría cuatro años más tarde (en 2016) con otra nominación a la Mejor escena de sexo lésbico, junto a Jenna J Ross, por Finger Lickin Girlfriends 4.
Ha aparecido en más de 330 películas como actriz.
Algunas películas suyas son A Mother's Love 6, Blair Witch Project XXX, Creeper, Finger Me Massage, Gang Bang Fever 5, Impulse, Lick My Pussy Dry, Milf Next Door 7, Orgy Nation o Strap It On 2.

## Premios y nominaciones
| Año  | Ceremonia   | Resultado | Premio                        | Trabajo                                         |
| ---- | ----------- | --------- | ----------------------------- | ----------------------------------------------- |
| 2012 | Premios AVN | Nominada  | Mejor escena de sexo en grupo | The Rocki Whore Picture Show: A Hardcore Parody |
| 2015 | Premios AVN | Nominada  | Premio fan: MILF más caliente | —                                               |
| 2016 | Premios AVN | Nominada  | Mejor escena de sexo lésbico  | Finger Lickin Girlfriends 4                     |